# Hurley (kij)

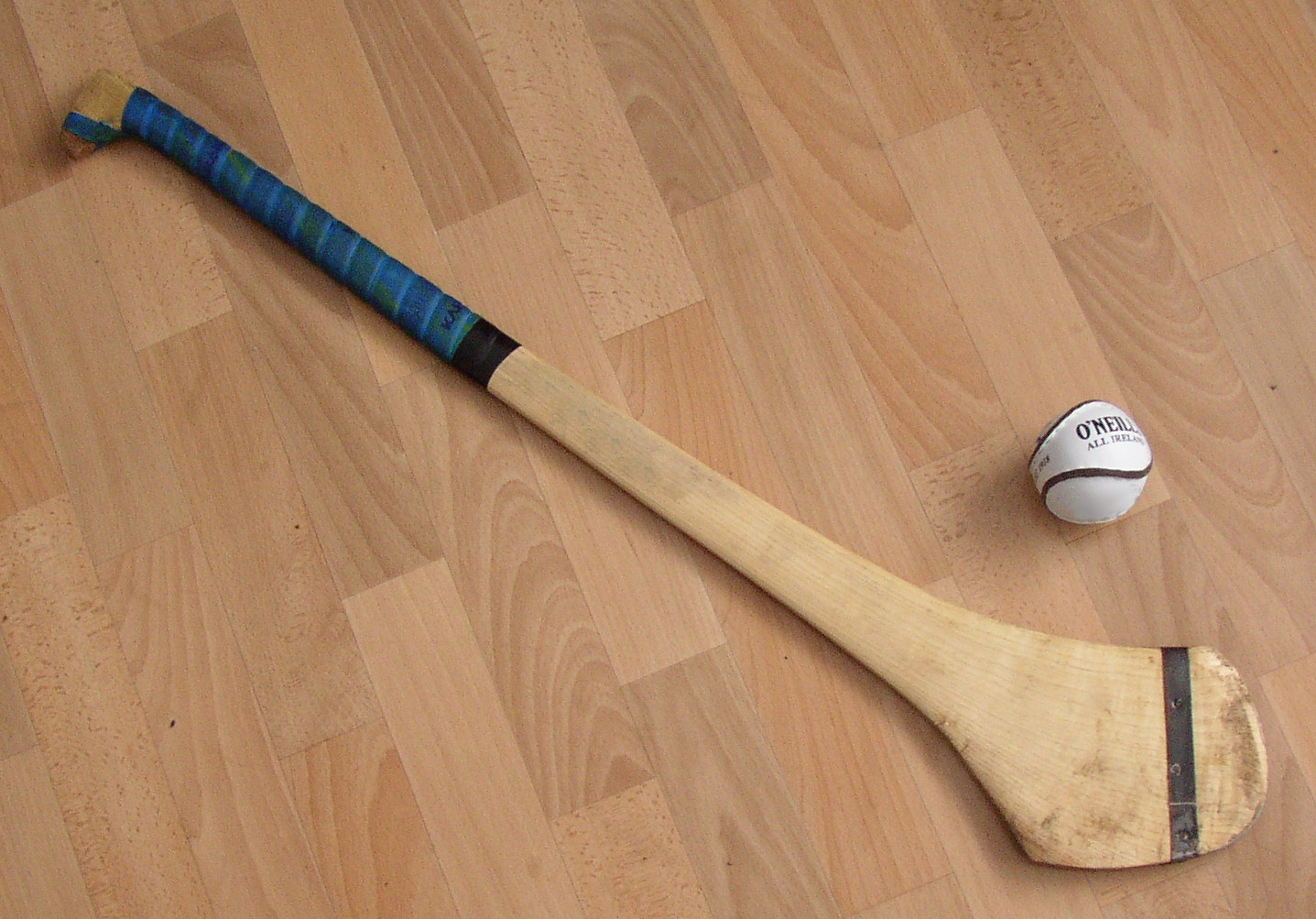
Hurley i sliotar

Hurley (także hurl lub irl. camán) – kij do gry w hurling. Jest wykonany z drewna jesionowego i służy do podbijania, uderzania lub przenoszenia (na płaskiej swej części) piłki.